# Euclystis lacaena
Euclystis lacaena är en fjärilsart som beskrevs av Druce 1890. Euclystis lacaena ingår i släktet Euclystis och familjen nattflyn. Inga underarter finns listade i Catalogue of Life.